# La Maison des bories (roman)
Pour les articles homonymes, voir La Maison des bories.
La Maison des bories est un roman de Simonne Ratel paru en 1932 chez Plon et ayant reçu le prix Interallié la même année. Le roman a été adapté au cinéma dans le film homonyme réalisé par Jacques Doniol-Valcroze en 1970.

## Résumé
D'après une critique publiée dans le Jardin des lettres en 1933, 

« Cette maison des Bories, blanche et nue sur un plateau d'Auvergne, cache un drame atroce : celui de la jalousie d'un homme qui n'a pas su gagner l'amour de sa femme et qui se prend à haïr l'enfant trop tendrement aimé. À l'écart, par sa faute, dans sa propre maison, il rôde autour d'un bonheur dont il s'est lui-même exclu : cette exquise Isabelle, qui aime la vie et le travail, les enfants et les fleurs, toute clairvoyance, toute honnêteté, les deux petits, douce nichée, Laurent, l'Ours puisque garçon, dit aussi Attila, Lise-Zagourette et la jeune nièce recueillie sous le même toit, le Corbiau gentil. Le père, lui, fait souffrir et souffre ; prisonnier de son tourment et de sa solitude morale, il emprisonne, ou, du moins, le voudrait. Quand passe le voyageur qui prend conscience du drame, l'étudiant romanesque qui veut délivrer celle qu'il aime, Isabelle acceptera-t-elle de quitter la geôle ? »

## Éditions
- Éditions Plon, 1932
- Presses Pocket, 1970